# Jubilació anticipada (mutualistes)
|  | Per a altres significats, vegeu «Jubilació anticipada». |

La jubilació anticipada de mutualistes significa la rebaixa de l'edat ordinària de jubilació, 65 anys, per aquells treballadors que eren mutualistes laborals l'1 de gener de 1967.
Poden causar dret a la pensió contributiva de jubilació a partir dels 60 anys, amb aplicació de coeficients reductors, els treballadors afiliats i en situació d'alta o situació assimilada i que estiguin inclosos en un grup dels següents:
- Els treballadors que fossin cotitzants en alguna de les Mutualitats Laborals de treballadors per compte d'altri (incloses la Mutualitat de Treballadors Espanyols a Gibraltar, la Mutualitat Nacional de Previsió de l'Administració Local i la Caixa d'Assegurances Socials de Guinea) amb anterioritat a l'1/1/67.

- Els treballadors ingressats a RENFE, amb anterioritat al 14/07/67.

- Els treballadors que pertanyen a FEVE, a les Companyies Concessionàries de Ferrocarrils d'ús públic i a l'empresa "Ferrocarriles Vascos, Sociedad Anónima (SA)", ingressats en aquestes empreses amb anterioritat al 19/12/69.

- Qui fos comprès en el camp d'aplicació del Règim Especial de la Mineria del Carbó el dia 1/4/69 i fos cotitzant d'alguna de les Mutualitats Laborals del Carbó el 31/1/69 ò amb anterioritat.

- Els treballadors compresos en el camp d'aplicació del Règim Especial dels Treballadors de la Mar el dia 1/8/70.[1]

## Casos especials
En aquesta jubilació es poden donar circumstàncies especials: si el treballador ha cotitzat a diferents règims del Sistema de la Seguretat social i no reuneix tots els requisits per causar una pensió de jubilació a cap d'aquests règims, considerant únicament les cotitzacions acreditades a cadascun dels règims:
- Obtindrà el dret a pensió al règim en el que acrediti més cotitzacions, i es consideren cotitzades en aquest totes les cotitzacions acreditades.

- Si el treballador no reuneix el requisit d'edat exigit en el règim en el que acrediti més cotitzacions se li podrà reconèixer la pensió segons aquests règim si compleix el requisit d'edat d'algun dels altres règims reconeguts per determinar els períodes de cotització. Haurà de complir els següents requisits:

Tenir la condició de mutualista a l'1 de gener de 1967 (o en la data que determinin les normes reguladores dels règims o col·lectius que es preveguin) o en qualsevol data anterior, o que se certifiquin en qualque país estranger períodes cotitzats o assimilats, anteriors a les dates esmentades, per activitats, que, si s'haguessin fet a Espanya, haguessin donat lloc a la inclusió en alguna de les Mutualitats Laborals, que, segons les normes de dret internacional, s'han de prendre en consideració.
Que la quarta part, com a mínim, de les cotitzacions de tota la vida laboral s'hagin fet dins els règims que preveguin el dret a jubilació anticipada o als precedents d'aquests règims o a règims de la Seguretat Social estrangers. Si s'han cotitzat 30 anys o més durant la vida laboral serà suficient acreditar un mínim de cinc anys als règims esmentats.
- El reconeixement del dret a la pensió de jubilació abans dels 65 anys, quan es compleixin els requisits esmentats, es produeix al règim on el treballador tengui major nombre de cotitzacions, aplicant les normes reguladores d'aquest règim.

- La pensió de jubilació és objecte de reducció (coeficient de reducció) amb l'aplicació d'un percentatge del 8% (per any en què es rebaixi l'edat de jubilació) o el percentatge que sigui adient.

## Coeficients reductors de la base reguladora
El percentatge de la base reguladora que pertoqui, segons els anys de cotització, es reduirà és la proporció que determini l'aplicació dels coeficients reductors següents:
- Quan el treballador demani la pensió per cessament voluntari a la feina la quantia de la pensió es reduirà en un 8% per any o fracció d'any que, quan es produeixi el fet causant, li manquin per complir els 65 anys, la qual cosa dona lloc a l'escala següent:

| Edat | Coeficient reductor |
| 60   | 0,60                |
| 61   | 0,68                |
| 62   | 0,76                |
| 63   | 0,84                |
| 64   | 0,92                |

Quan el treballador acrediti més de 30 anys complets de cotització i causi la pensió de jubilació per cessament involuntari, els percentatges de reducció són els següents:
| Anys de cotització | Coeficient reductor |
| De 30 a 34 anys    | 7,50%               |
| De 35 a 37 anys    | 7,00%               |
| De 38 a 39 anys    | 6,50%               |
| 40 anys o més      | 6,00%               |

S'entén per lliure voluntat del treballador, en aquest cas, la manifestació inequívoca de voluntat d'una persona que, podent mantenir la seva relació laboral i sense una raó objectiva que li impedeixi fer-ho, decideix posar fi a la relació laboral. Per contra, es considera involuntari el cessament al treball quan l'extinció del contracte es dona per qualcuna de les causes previstes a l'article 208 de la Llei General de la Seguretat Social (LGSS).

## Millora de les pensions de jubilació anticipada causades abans de l'1 de gener de 2002
Els treballadors amb pensió de jubilació anticipada abans de l'1 de gener de 2002, que tenien la condició de mutualistes, al Règim General de la Seguretat Social, o als règims especials, tenen una millora de la seva pensió a partir de l'1 de gener de 2007, si l'edat que es va tenir en compte pel càlcul dels coeficients reductors estava compresa entre els 60 i 64 anys. Per poder accedir-hi de la documentació en poder de l'administració de la Seguretat Social s'ha de desprendre que:
- Han acreditat un mínim de 35 anys de cotització.
- L'extinció del contracte de treball quan es va obtenir la jubilació anticipada va ser conseqüència d'un acte no imputable a la lliure voluntat del treballador (article 208.1.1 de la LGSS)

L'import corresponent, que s'abona en catorze pagues, es reconeix com una variació de la quantia de la pensió de jubilació i s'integra a la pensió a tots els efectes, inclosa l'aplicació del límit màxim. En aquest sentit, es pot eliminar el complement per mínims que l'interessat percebia fins aleshores, si escau. Quan es tracti de pensions reconegudes a l'empara de normes internacionals, a l'hora de fixar l'import de l'increment mensual s'apliquen les regles d'aquestes normes sobre la determinació i el càlcul de l'import de les pensions.
L'entitat gestora reconeix d'ofici (o a instància de part) aquesta millora, que s'aplica des de la publicació de la Llei de mesures en matèria de Seguretat Social al BOE, el 6 de desembre de 2007.